# Římané

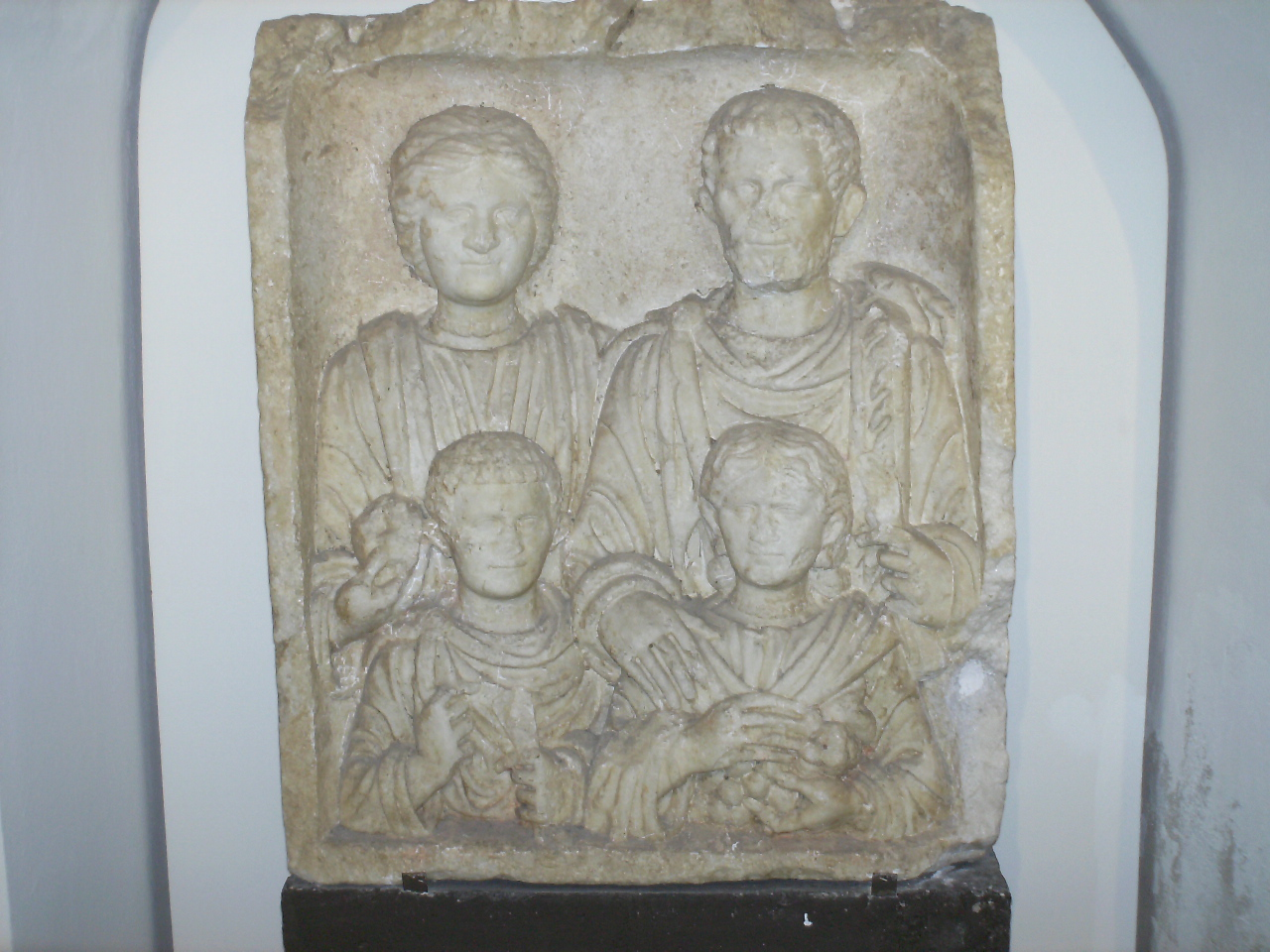
Starořímská rodina

Jako Římané (latinsky Romani, Quirites) byli původně ve starověku označováni obyvatelé města Říma (latinsky Roma). Jak se šířila římská nadvláda, přešlo toto pojmenování na všechny obyvatele Itálie (např. Latinové, Faliskové, Umbrové, Sabelové), pokud měli římské občanství. Říman byl tedy plnoprávný občan římské říše (imperium Romanum). Ediktem císaře Caracally (Constitutio Antoniniana) z roku 212 n. l. bylo uděleno římské občanské právo všem svobodným obyvatelům na území říše.

## Romájové v Byzantské říši
Za Římany (řecky Rhómaioi, počeštěle „Romájové“ či „Roméjové“) se považovali až do roku 1453 obyvatelé Byzantské říše, přestože zde úředním jazykem byla od 6. století řečtina a obyvatelstvo bylo rozličného etnického původu.

## Seznam římských států
| Stát                                 | Úřední název                                                 | Období                      | Poznámky |
| ------------------------------------ | ------------------------------------------------------------ | --------------------------- | --- |
| Římské království                    | Regnum Romanum                                               | 753 př. n. l.–509 př. n. l. | |
| Římská republika                     | Res publica Romana Senatus populusque Romanus                | 509 př. n. l.–27 př. n. l.  | |
| Římská říše                          | Senatus populusque Romanus Imperium Romanum Βασιλεία Ῥωμαίων | 27 př. n. l.–395            | |
| Západořímská říše                    | Senatus populusque Romanus Imperium Romanum                  | 395–476/480                 | |
| Východořímská říše (Byzantská říše)  | Senatus populusque Romanus Imperium Romanum Βασιλεία Ῥωμαίων | 395–1204 1261–1453          | |
| Syagriova říše                       | Regnum Romanorum                                             | 476–486                     | Vznikla roku 457 jako provincie. Roku 476 se vydělila.                                                                             |
| Odoakerovo Italské království        | Regnum Italicum                                              | 476–493                     | částečný podíl na moci (senát) |
| Ostrogótské království               | Regnum Italiae                                               | 493–553                     | částečný podíl na moci (senát) |
| Maursko-římské království            | Regnum Maurorum et Romanorum                                 | 477–578                     | |
| Karolínská říše                      | Romanorum sive Francorum imperium                            | 800–924                     | |
| Trapezuntské císařství               | Αυτοκρατορία της Τραπεζούντας                                | 1204–1461                   | |
| Nikájské císařství                   | Βασιλεία Ῥωμαίων Basileía Rhōmaíōn                           | 1204–1261                   | |
| Morejský despotát                    | Δεσποτάτο του Μορέως                                         | 1453–1460                   | Vznikl již roku 1308. Roku 1453 se vydělil.                                                                                        |
| Svatá říše římská (národa německého) | Sacrum Romanum Imperium Heiliges Römisches Reich             | 800/962–1806                | Svatá říše římská byla státem Římanů pouze formálně. Římský císař měl fakticky roli ochranitele západních křesťanů, papeže a Říma. |